# 劉春霖 (同治進士)
劉春霖（1840年—1913年），字潤民，號潤琴、雨山、蒙谷老人，江西省安福縣人。清朝官員。
早年讀書於道观河紫霞寺。同治七年（1868年）戊辰科进士，改翰林院庶吉士，散館授编修。歷任雲南廣南府知府、雲南迤南道、臨安開廣道，光緒二十八年（1902年）署雲南布政使，次年任雲南按察使，實授雲南布政使，又改廣西布政使、湖南布政使。官至江西布政使。